# Johann Bauhin
Johann (ook Jean of Johannes) Bauhin (Bazel, 12 december 1541 – Montbéliard, 26 oktober 1613) was een Zwitsers botanicus en mycoloog. Hij was de zoon van botanicus Jean Bauhin en broer van de fysicus en botanicus Gaspard Bauhin.
Hij studeerde plantkunde in Tübingen onder Leonhart Fuchs (1501-1566). Daarna reisde hij samen met Conrad Gessner, waarna hij startte met een studie geneeskunde in Bazel, waar hij in 1566 tot hoogleraar in de retorica werd uitgeroepen.
Vier jaar later werd Bauhin uitgenodigd om fysicus te worden van hertog Frederick I van Württemberg in Montbéliard, waar hij verbleef tot zijn dood.
Bauhin beschouwde zichzelf als de vader van de plantkunde. Zijn magnum opus, Historia plantarum universalis, een verzameling van alles wat toen bekend was over plantkunde, was onvolledig bij zijn dood. Maar tussen 1650 en 1651 werd het postuum gepubliceerd in Yverdon.
Bauhin stichtte verscheidene botanische tuinen en verzamelde ook planten tijdens zijn vele reizen. In 1591 publiceerde hij een lijst (De Plantis a Divis Sanctisve Nomen Habentibus) met allerlei planten die hij naar heiligen had vernoemd.

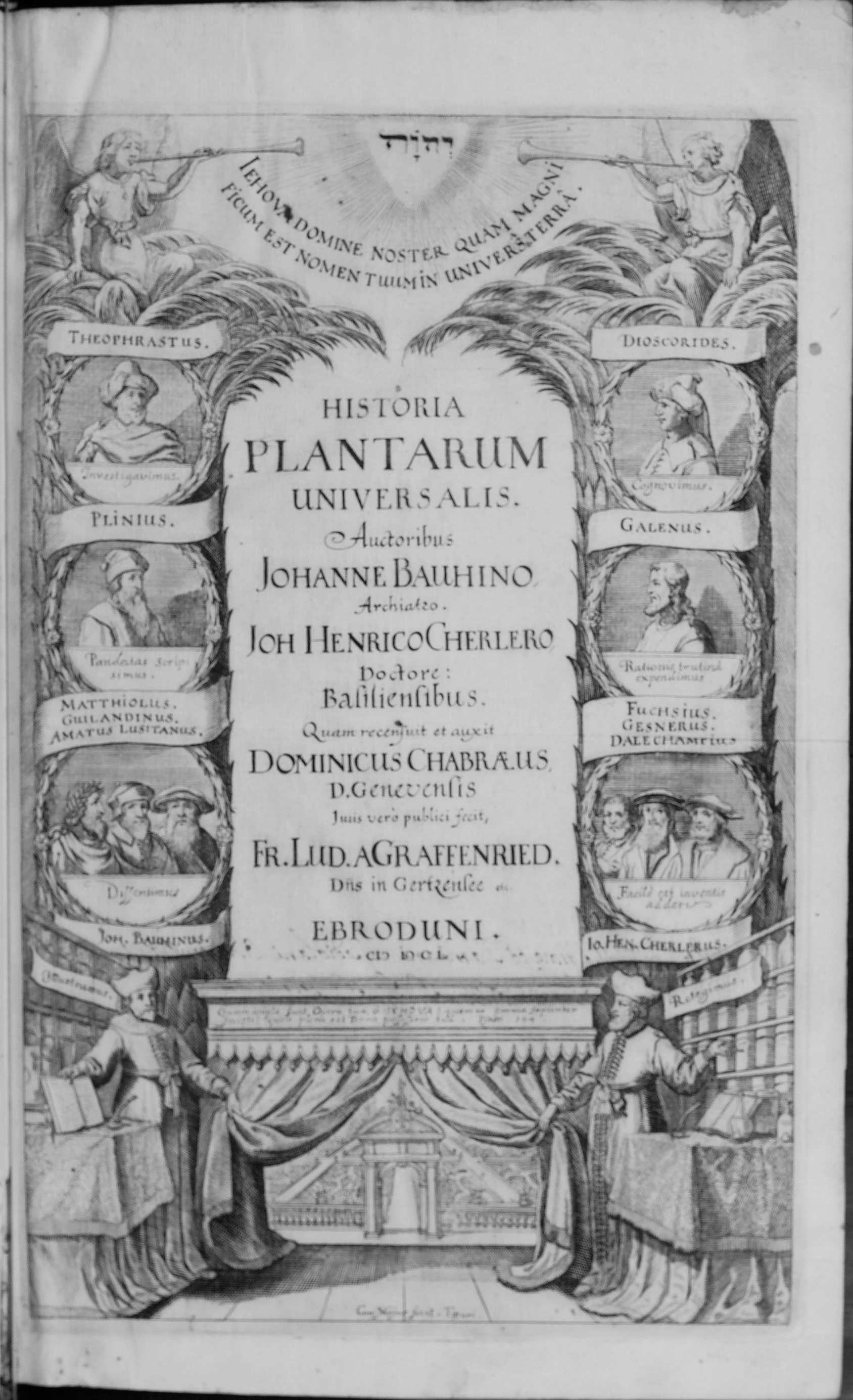
Historia plantarum universalis, 1650

- Bibsys: 1052528
- Biblioteca Nacional de España: XX825345
- Bibliothèque nationale de France: cb124627610 (data)
- Author citation (botany): J.Bauhin
- CiNii: DA14116003
- Gemeinsame Normdatei: 100027385
- Historisch woordenboek van Zwitserland: 014279
- International Standard Name Identifier: 0000 0001 1578 6382
- Library of Congress Control Number: n88600833
- Mathematics Genealogy Project: 129708
- Nationale Bibliotheek van Tsjechië: ola2008459724
- Nationale Bibliotheek van Israël: 987007452350505171
- Nationale Bibliotheek van Polen: a0000001230161
- Nederlandse Thesaurus van Auteursnamen: 070924929
- Réseau des bibliothèques de Suisse occidentale: 02-A000017100
- LIBRIS: 342213
- Système universitaire de documentation: 033805466
- Virtual International Authority File: 95165630
- WorldCat: E39PBJyCJkQRQvyG8b9gfQhrbd